# Malvino Salvador
Malvino Ramos Salvador (Manaos, Amazonas, 31 de enero de 1976) es un actor brasileño de cine y televisión.

## Biografía
Se mudó de su ciudad natal, Manaos, a los 18 años para comenzar una carrera como modelo en São Paulo. En 2004, debutó en televisión en la telenovela Cabocla, como Tobias, el antagonista de la historia.
En 2005, fue llamado para interpretar al cocinero Vitório en la telenovela Alma Gêmea. Su personaje era la pareja del personaje de Drica Moraes. A partir de ese momento su carrera como actor fue en ascenso.
En 2007, en la telenovela Siete pecados interpreta a Régis Florentino, un divertido boxeador que siempre está huyendo de su matrimonio con Elvira, el cual lo interpretada Nívea Stelmann.
En 2010 filmó la telenovela Caras & Bocas, donde interpreta el protagonista Gabriel Batista da Silva. Mientras que en el año 2011 interpreta a Joaquim José da Silva Pereira en la exitosa novela Fina Estampa.
En mayo de 2013 protagoniza junto a Paola Oliveira la novela Amor à Vida, a cargo del escritor Walcyr Carrasco.
En enero de 2014, gana junto a Paola Oliveira, la categoría de "Mejor pareja" de novela en los premios de la Revista "Minha Novela". El 18 de mayo de ese mismo, fue invitado junto a Paola Oliveira a Portugal debido al éxito de sus personajes en la novela Amor A Vida. También fue presentador de la categoría mejor actor de Teatro en los XVII Globos de Ouro 2014 (Portugal).
Es padre de una niña llamada Sofia, fruto de una relación con una amiga. Desde diciembre de 2013 es pareja de la luchadora y presentadora Kyra Gracie. En 2014, nació Ayra, la primera hija de la relación.

## Filmografía

### Televisión
| Año       | Título              | Personaje                              |
| --------- | ------------------- | -------------------------------------- |
| 2004      | Cabocla             | Tobias de Oliveira Pinto               |
| 2005      | Alma gemela         | Vitório Santini                        |
| 2006      | El profeta          | Camilo de Oliveira                     |
| 2007      | Faça sua História   | Haroldo (Haroldão)                     |
| 2007      | Siete pecados       | Régis Florentino                       |
| 2008      | La favorita         | Damião Salvador                        |
| 2009      | Acuarela del amor   | Gabriel Batista da Silva               |
| 2011      | Amor em Quatro Atos | Antônio                                |
| 2011      | Fina estampa        | Joaquim José da Silva Pereira (Quinzé) |
| 2012      | As Brasileiras      | Sivaldo Modesto                        |
| 2012      | ¿Pelea o amor?      | Rodrigo Ramírez                        |
| 2013-2014 | Rastros de mentiras | Bruno dos Santos Araújo                |
| 2016      | Haja Coração        | Apolo                                  |
| 2017      | Sol Nascente        | Cristiano                              |
| 2018      | Orgullo y Pasión    | Coronel Brandão                        |
| 2019      | Dulce ambición      | Agno Aguiar                            |

### Cine
| Año  | Título                  | Personaje |
| ---- | ----------------------- | --------- |
| 2005 | Night of Joy            | Él mismo  |
| 2007 | O Signo da Cidade       | Gil       |
| 2011 | Qualquer Gato Vira-Lata | Conrado   |